# Rhionaeschna haarupi
Rhionaeschna haarupi – gatunek ważki z rodziny żagnicowatych (Aeshnidae). Występuje na terenie Ameryki Południowej – jest endemitem północno-zachodniej Argentyny. Stwierdzono go w prowincjach Tucumán, Salta i Catamarca.
Gatunek ten opisał Friedrich Ris w 1908 roku, nadając mu nazwę Aeshna haarupi. Autor przebadał 15 samców i 21 samic odłowionych w 1906 roku na dwóch różnych stanowiskach. Miejsce typowe to prowincja Mendoza, ale odkąd gatunek został opisany, nie był tam już więcej odnotowany.